# 安康郡主
安康郡主（1167年—1205年），南宋宗室女，是宋孝宗的孙女，魏惠宪王赵恺的女儿。
她起初被封为永宁郡主，后改封为通义郡主。因其父赵恺留下的奏表请求，晋升为安康郡主。淳熙十年（1181年）二月，她与殿前司前军统领罗忠信的儿子罗良臣订婚，十月成婚。朝廷下诏让王府主管邓从义传达旨意：“皇孙女郡主应当遵守妇道，务必养成庄重和顺的品德，不得有丝毫违背。” 并赏赐宅第让他们居住。罗良臣因恩宠转任秉义郎，被授予阁门祗候的官职。开禧元年（1205年），郡主去世，享年三十九岁。